# Bród (geografia)

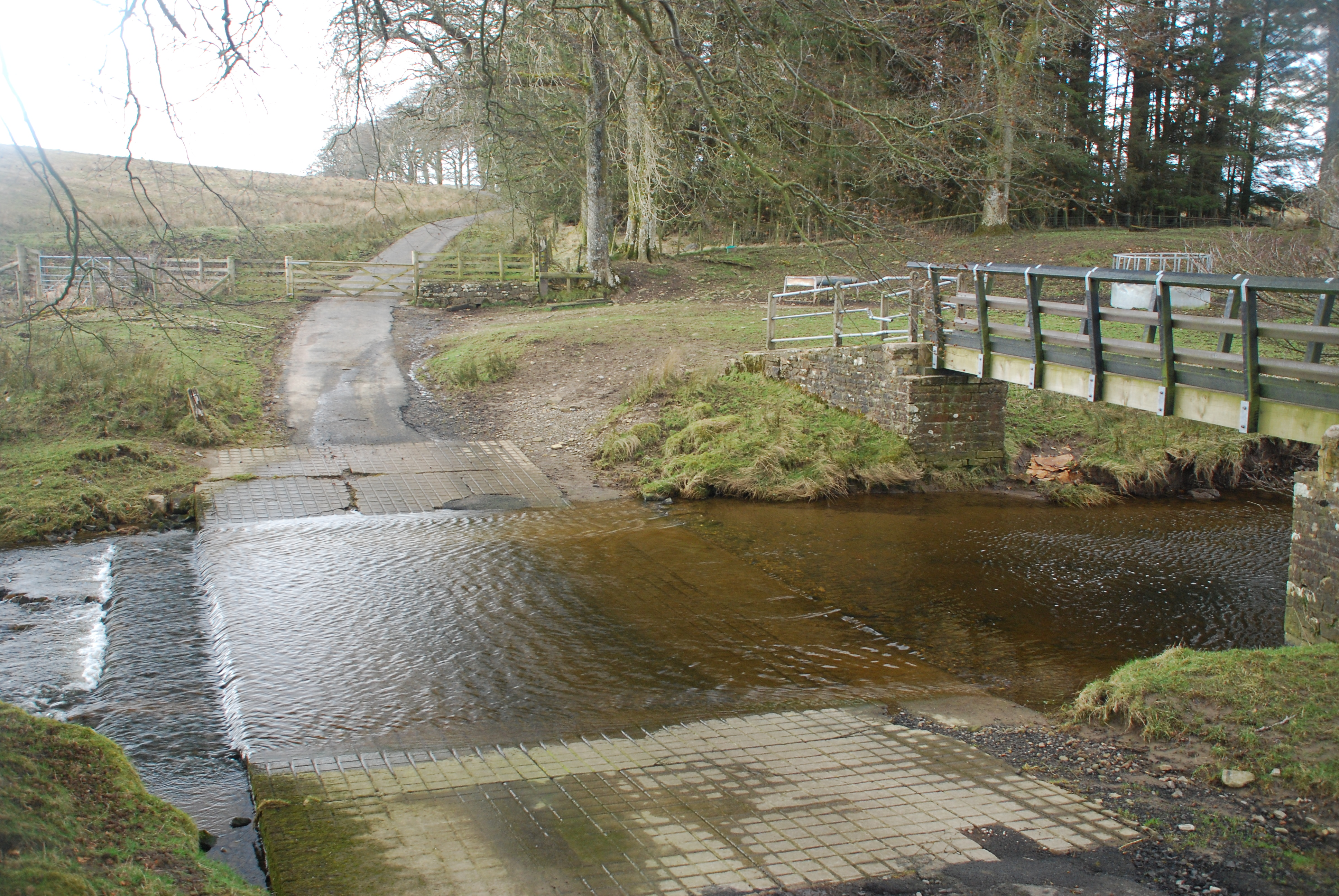
Bród we wsi Bewcastle

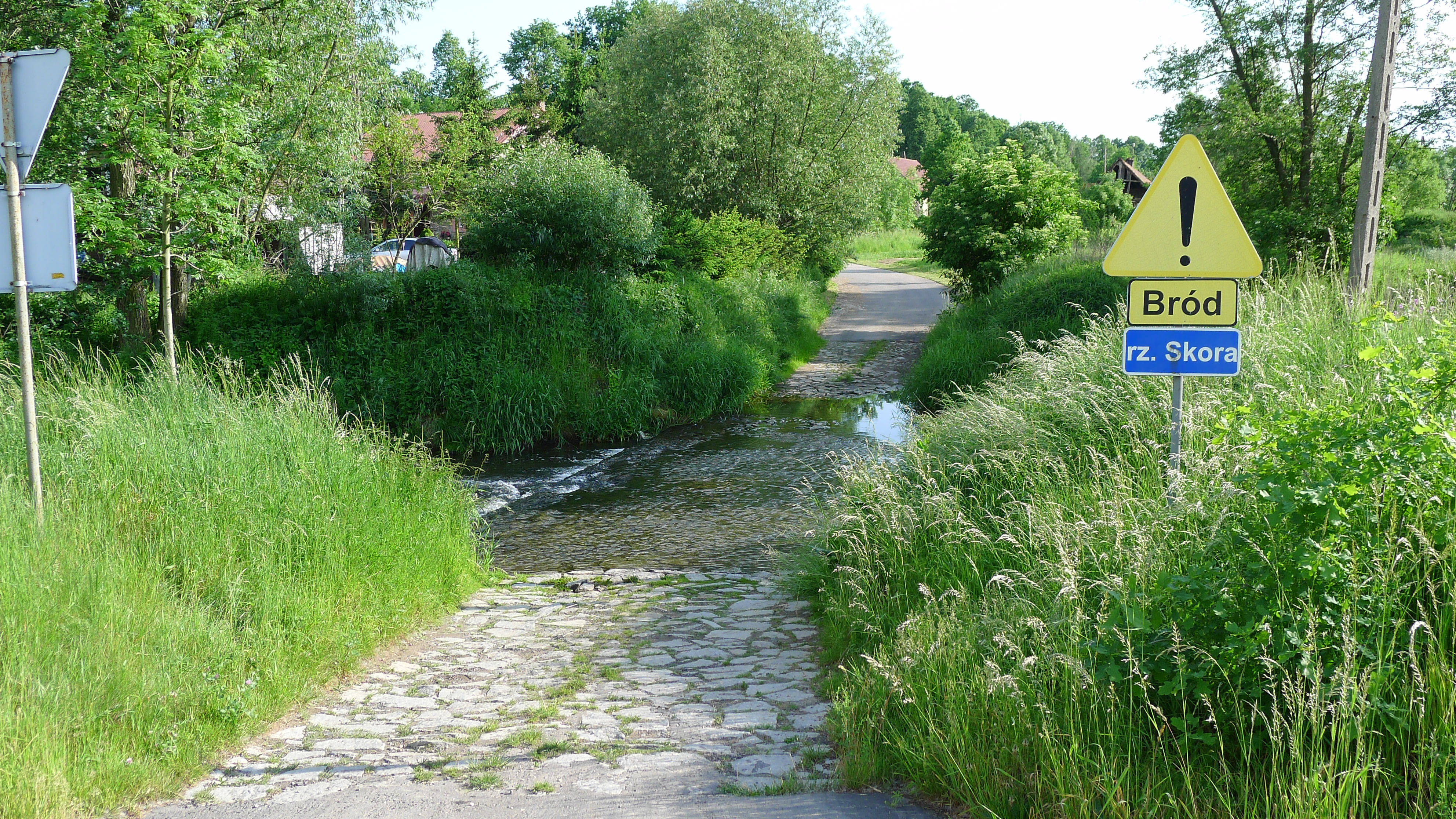
Bród na rzece Skora

Bród – płytki odcinek koryta rzecznego, często o twardym podłożu i spokojnym nurcie, umożliwiający przy niskich i średnich stanach wody przekroczenie (przeprawę) rzeki – piesze lub kołowe, bez użycia mostu czy łodzi. Także płytka część akwenu wody stojącej, umożliwiająca przejście lub przejazd na drugi brzeg.
W przeszłości obecność brodu była jedną z ważniejszych atrakcji osadniczych, wokół nich rozwijały się osady handlowe i obronne (Zawichost, Brodnica, Granne lub Athlone).
W terminologii wojskowej: jest to płytkie miejsce przeszkody wodnej, przez które można przejść lub przejechać na drugi brzeg bez użycia środków przeprawowych. Dopuszczalne głębokości brodu określają instrukcje użytkowania bojowego sprzętu technicznego.